# Jerzy Matysiak
Jerzy Matysiak, pseudonim „Koń” (ur. 12 września 1944, zm. 30 września 2016) – polski aktor, rekwizytor oraz kaskader filmowy. Produkcją, z którą najbardziej kojarzony był w ostatnich latach życia był serial Świat według Kiepskich w którym epizodycznie wcielał się w różne role, m.in. emeryta, złomiarza, górnika. Pierwszy odcinek, w którym wystąpił to W betonowym kręgu (20), natomiast ostatni - Gdzie jest Karolak? (472).

## Wybrana filmografia

### Jako aktor
- 2011: Wygrany
- 1999-2015: Świat według Kiepskich – różne role
- 2004: Pierwsza miłość – bezdomny
- 2004: Stacyjka – dwie role: Wargosz, Winnetou
- 2003: Święta polskie – Szwajcar w pałacu
- 2000: Czyż nie dobija się konia? (film dokumentalny) - bohater